# USS Randolph (1776)
USS Randolph – amerykańska trójmasztowa fregata zaprojektowana przez Joshuę Humphreysa, a nazwana na cześć Peytona Randolpha.